# La Châtelaine du Liban (film, 1956)
Pour les articles homonymes, voir La Châtelaine du Liban.
Pour plus de détails, voir Fiche technique et Distribution.
La Châtelaine du Liban (La castellana del Libano en italien) est un film franco-italien réalisé par Richard Pottier et sorti en 1956.

## Synopsis
Au Liban, l’industriel Hennequin, directeur d’une société française pétrolière, confie aux ingénieurs Jean Domèvre, un Français, et Mokhrir, un Libanais, la prospection d’une région isolée qui lui a été concédée par la comtesse Athelstane Orloff. Leurs recherches restent infructueuses jusqu’au jour où Mokhrir signale la découverte d’un gisement d'uranium, mais disparaît avant que Jean ait pu identifier cet emplacement. Il se rend alors chez la comtesse pour qu’elle l’aide à retrouver Mokhrir et la surprend au moment où, à cause de difficultés financières, elle est en train de négocier sa concession avec l’Anglais Hobson, directeur d’une compagnie concurrente. Attirée par Jean, la comtesse lui garde néanmoins la préférence et ils partent ensemble à la recherche de Mokhrir. 

## Fiche technique
- Titre original : La Châtelaine du Liban
- Titre italien : La castellana del Libano
- Réalisation : Richard Pottier
- Assistant-réalisation : Claude Pinoteau
- Scénario : Maurice Aubergé d’après le roman éponyme de Pierre Benoit (1924)
- Dialogues : Maurice Aubergé
- Musique : Paul Misraki
- Chanson : Mon cœur n’était pas fait pour ça, paroles de Paul Misraki/Gisèle Reille et musique de Paul Misraki, interprétée par Juliette Gréco (arrangements et direction d’orchestre d’André Popp)
- Photographie : Lucien Joulin
- Son : Louis Hochet
- Montage : Leonide Azar
- Décors : Rino Mondellini
- Photographe de plateau : Roger Corbeau
- Pays d’origine :  France,  Italie
- Tournage : 
  - Année : 1956
  - Langue : français
  - Extérieurs : Le Grau-du-Roi (Gard)
- Producteurs : Cino Del Duca, Pierre Gillet, Josette Trachsler
- Directrice de production : Maggie Gillet
- Sociétés de production : CTI (Cinéma Télévision International, France), Jeannic Films (France), Del Duca Films (Italie)
- Distributeur d’origine : Jeannic Films
- Format : couleur par Eastmancolor — 35 mm — 2,35:1 CinemaScope — son monophonique
- Genre : film d'aventures
- Durée : 106 minutes
- Date de sortie :
  - France : 12 septembre 1956
- Mention CNC : tous publics (visa d'exploitation no 18144 délivré le 10 août 1956)
- Affiche : Jean Mascii (France)

## Distribution
- Jean-Claude Pascal : Jean Domèvre
- Gianna Maria Canale : Athelstane Orloff
- Omar Sharif : Mokhrir
- Jean Servais : le major Charles Hobson
- Juliette Gréco : Maroussia
- Robert Dalban : Malek
- Guido Celano : Monsieur Hennequin
- Germaine Delbat : la secrétaire
- Jess Hahn : Butler, le valet
- Henri Hennery : l'armateur
- Guy-Henry : le géant
- Jean Lefebvre : la Pie
- Pierre Moncorbier : le radio
- Moustache : le patron de la boîte de nuit
- Luciana Paluzzi : Michèle Hennequin
- Henri Debain : un invité
- Aïché Nana : la danseuse
- René Lefèvre-Bel

## Autres réalisations
- La Châtelaine du Liban, un film français muet adapté du roman éponyme de Pierre Benoit et réalisé par Marco de Gastyne (1926).
- La Châtelaine du Liban, un film français adapté du roman éponyme de Pierre Benoit et réalisé par Jean Epstein (1934).